# Прогресс (Нижегородская область)
Прогресс — поселок в Большеболдинском районе Нижегородской области. Относится к Пермеёвскому сельсовету.

## География
Находится в южной части Нижегородской области на расстоянии приблизительно 11 километров по прямой на запад-юго-запад от села Большое Болдино, административного центра района.

## Население
| 1999 | 2002 | 2010 |
| ---- | ---- | ---- |
| 6    | ↘3   | ↘1   |